# جون هولاند (مهندس)
جون هولاند (بالإنجليزية: John Holland) هو مهندس أسترالي، ولد في 21 يونيو 1914 في شبه جزيرة مورنينجتون في أستراليا، وتوفي في 31 مايو 2009.